# Pavlo Lazarenko
Pavlo Ivanovyč Lazarenko (ukrajinsky: Павло Іванович Лазаренко; * 23. ledna 1953, Karpivka) je bývalý ukrajinský politik. Byl pátým premiérem nezávislé Ukrajiny, od 28. května 1996 do 2. července 1997. Brzy poté se dostal do podezření z rozsáhlé korupce a jiných zločinů. Podle OSN ukradl Lazarenko ukrajinské vládě kolem 200 milionů dolarů. V roce 1999 uprchl do Spojených států, aby se vyhnul stíhání, ale v USA byl zatčen a odsouzen za vydírání, praní špinavých peněz a bankovní podvod. Ženevský soud v červnu 2000 odsoudil Lazarenka v nepřítomnosti za 6,6 milionu dolarů nezákonného zisku.

## Život
Narodil se v rolnické rodině. V roce 1970 získal práci jako řidič v kolchozu Zoria Komunizma (Úsvit komunismu) v okrese Šyroke. Od května 1971 do června 1973 sloužil v sovětské armádě na hranicích s Afghánistánem. V letech 1973 až 1978 vystudoval agronomii na Dněpropetrovské státní zemědělské univerzitě. V letech 1978 až 1983 pracoval jako agronom v Kalininském kolchozu v Novomoskovském okrese. V roce 1984 byl jmenován vedoucím zemědělského oddělení Caryčanského okresu. V letech 1985 až 1990 působil jako funkcionář Komunistické strany Sovětského svazu v Caryčanském okrese a v Dněpropetrovské oblasti. V únoru 1990 byl zvolen náčelníkem Zemědělskoprůmyslového komplexu Dněpropetrovské oblasti. V srpnu 1991, krátce po vyhlášení nezávislosti Ukrajiny, byl zvolen prvním náměstkem gubernátora Dněpropetrovské oblasti. V březnu 1992 ho prezident Leonid Kravčuk jmenoval gubernátorem a de facto vůdcem mocenské skupiny známé jako Dniprovský klan. Byl jím až do června 1994. V tom roce založil politickou stranu Hromada (Всеукраїнське об'єднання «Громада») a stal se jejím prvním lídrem.
Na doporučení ukrajinského premiéra Jevhena Marčuka jmenoval prezident Leonid Kučma Lazarenka 5. září 1995 prvním místopředsedou vlády pro energetiku. Byl pověřen úkolem vyjednávat o dodávkách plynu s Ruskem a Turkmenistánem. V roce 1996 se Lazarenko stal doktorem ekonomických věd. 28. května 1996 Kučma jmenoval Lazarenka premiérem Ukrajiny. 16. července 1996 přežil pokus o atentát, když poblíž jeho zablokovaného auta na cestě z Kyjeva na letiště Boryspil vybuchla bomba. Podle všeho útok souvisel s tím, že byl Lazarenko zapojen do vleklého boje o ekonomickou nadvládu s nově vznikajícím Doněckým klanem. Lazarenko je spojován se smrtí několika svých politických oponentů, i když opakovaně popřel, že by se podílel na atentátech. Má nést podíl na smrti psolance Jevhena Ščerbana, který byl zavražděn 3. listopadu 1996 na doněckém letišti. Po svém odchodu z úřadu předsedy vlády měl Lazarenko údajně nařídit rovněž zavraždění Vadyma Hetmana, nezávislého poslance, který se aktivně podílel na snahách o ekonomické reformy.
V době, kdy stál v čele kabinetu, údajně kontroloval mnoho lukrativními obchodními projektů a účtoval si 50 procent zisku za svou záštitu. Například od podnikatele Petera Kiritčenka takto získal "provizi" 60 milionů dolarů. Lazarenko mu pak nařídil, aby pomáhal s praním výnosů na účtech v Polsku, Švýcarsku, Antigue a nakonec ve Spojených státech, kde byla fiktivní společnost použita k utajení jeho nákupů nemovitostí. Kiritčenko pak v USA v této věci proti Lazarenkovi svědčil. Bylo též zjištěno, že Lazarenko vypral více než 15 milionů dolarů ze svého švýcarského bankovního účtu, který nakonec skončil na Kiritčenkových účtech v San Francisku. Ve zvláštní investigativní zprávě, kterou vypracovali Kelly Carr a Brian Grow, dva novináři agentury Reuters, se uvádí, že Lazarenko "byl kdysi hodnocen jako osmý nejzkorumpovanější vůdce na světě podle Transparency International" a že "soudní záznamy předložené v Lazarenkově trestním případu a dokumenty ze samostatného občanskoprávního sporu, stejně jako rozhovory s právníky obeznámenými s touto záležitostí, naznačují, že Lazarenko ovládá společnost registrovanou v Cheyenne, která vlastní nemovitosti na Ukrajině v odhadované hodnotě 72 milionů dolarů prostřednictvím jiných společností". Většinu svých nelegálních finančních prostředků získal prostřednictvím své činnosti v plynárenství a energetice Ukrajiny, a to jak jako místopředseda vlády pro energetiku, tak jako předseda vlády.
V polovině roku 1997 Lazarenko upadl v nemilost Kučmy, který ho podezříval z plánu kandidovat na prezidenta v roce 1999. Kučma později Lazarenkovo jmenování označil za svou "nejvážnější chybu". Lazarenko byl nečekaně hospitalizován koncem června 1997. Tvrdí se, že dva týdny nemocenské strávil marnými pokusy o urovnání vztahů s Kučmou. Nakonec 2. července 1997 sám rezignoval.
V ukrajinských parlamentních volbách v roce 1998 byl opět zvolen poslancem Dněpropetrovské oblasti za stranu Hromada. V parlamentu se pak Lazarenko stal vůdcem frakce Hromady. V prosinci 1998 byl Lazarenko zatčen ve švýcarské Basileji, když vstoupil do země s panamským pasem. Byl obviněn z praní špinavých peněz. Krátce poté byl propuštěn na kauci a v roce 1999 uprchl z Evropy do Spojených států. Basilejský soud ho pak odsoudil v nepřítomnosti. V únoru 1999, krátce po příjezdu do Spojených států, byl Lazarenko znovu zatčen, tentokrát na základě obvinění z nesrovnalostí ve vízech. Obvinění bylo brzy rozšířeno o další Lazarenkovy zločiny. Nakonec byl v roce 2004 usvědčen z vydírání, praní špinavých peněz a podvodu a 25. srpna 2006 odsouzen k 9 letům ve federálním vězení. Soudce amerického okresního soudu Charles Breyer snížil 19. listopadu 2009 Lazarenkův trest odnětí svobody ze 108 na 97 měsíců.
V listopadu 2009 ukrajinský ministr vnitra Jurij Lucenko uvedl, že pokud se Lazarenko vrátí na Ukrajinu, bude zatčen za účast v přibližně 50 trestních kauzách. Lazarenko byl do 1. listopadu 2012 vězněn na Terminal Island FCI. Po skončení trestu požádal o azyl ve Spojených státech, mj. proto že na Ukrajině byla mezitím zatčena jeho blízká spolupracovnice a expremiérka Julia Tymošenková a Lazarenko tvrdil, že se tak stalo z politických důvodů a ze stejných příčin hrozí na Ukrajině postih i jemu. V roce 2012 ukrajinský generální prokurátor Viktor Pšonka oznámil, že se Lazarenko spolu s Tymošenkovou podílel na vraždě Jevhena Ščerbana a Alexandra Momota v roce 1996 a na atentátu na bankéře Vadyma Hetmana. V roce 2013 americké úřady Lazarenkovi zabavily sídlo v Marin County v Kalifornii v hodnotě 6,75 milionu dolarů. Úřady u té příležitosti také zabavily litografii Pabla Picassa.
Lazarenko žije stále v USA, jeho žádost o azyl nebyla stále vyřízena. Jeho jméno se objevilo v Panama Papers.